# شیر تغلیظ‌شده

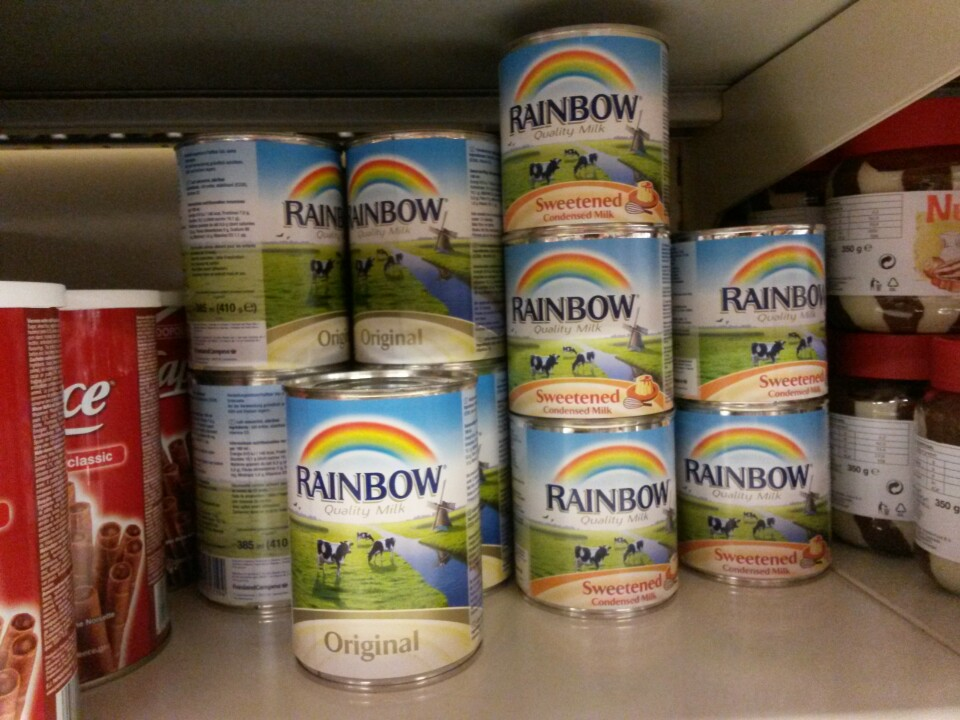
شیر تغلیظ شده

شیر تغلیظ‌شده (به انگلیسی: Evaporated milk) (به انگلیسی: dehydrated milk) گونه‌ای فراورده لبنی است که برای تهیهٔ آن ۶۰ درصد از آب شیر کاسته می‌شود. این فراورده با شیر عسلی که حاوی شکر افزوده شده‌است، متفاوت است.